# کارمن دراگن
کارمن دراگن (انگلیسی: Carmen Dragon؛ ‏ ۲۸ ژوئیهٔ ۱۹۱۴ – ۲۸ مارس ۱۹۸۴) یک آهنگساز، موسیقی‌دان و رهبر ارکستر اهل ایالات متحده آمریکا بود.
از فیلم‌هایی که وی در آن‌ها نقش داشته‌است، می‌توان به به زور اسلحه اشاره نمود.

## جوایز
وی برنده جوایزی همچون جایزه اسکار بهترین موسیقی فیلم شده‌است.